# Hrvatski Nogometni Klub Hajduk Split 2021-2022
Questa voce raccoglie le informazioni riguardanti l'Hrvatski Nogometni Klub Hajduk Split nelle competizioni ufficiali della stagione 2021-2022.

## Rosa
| N. |                               | Ruolo | Calciatore           |
| -- | ----------------------------- | ----- | -------------------- |
| 1  | Croazia (bandiera)            | P     | Danijel Subašić      |
| 2  | Croazia (bandiera)            | D     | Nikola Katić         |
| 3  | Croazia (bandiera)            | D     | David Čolina         |
| 4  | Croazia (bandiera)            | C     | Josip Vuković        |
| 6  | Italia (bandiera)             | C     | Marco Fossati        |
| 7  | Svezia (bandiera)             | A     | Alexander Kačaniklić |
| 8  | Rep. Ceca (bandiera)          | D     | Stefan Simić         |
| 9  | Croazia (bandiera)            | A     | Nikola Kalinić       |
| 10 | Croazia (bandiera)            | A     | Marko Livaja         |
| 11 | Nigeria (bandiera)            | A     | Samuel Eduok         |
| 14 | Austria (bandiera)            | C     | Lukas Grgic          |
| 17 | Croazia (bandiera)            | D     | Dario Melnjak        |
| 19 | Croazia (bandiera)            | D     | Josip Elez           |
| 20 | Macedonia del Nord (bandiera) | C     | Jani Atanasov        |

| N. |                        | Ruolo | Calciatore        |
| -- | ---------------------- | ----- | ----------------- |
| 21 | Stati Uniti (bandiera) | C     | Rokas Pukštas     |
| 23 | Croazia (bandiera)     | C     | Filip Krovinović  |
| 24 | Croazia (bandiera)     | D     | Dino Mikanović    |
| 26 | Ungheria (bandiera)    | D     | Gergő Lovrencsics |
| 27 | Croazia (bandiera)     | A     | Stipe Biuk        |
| 29 | Slovenia (bandiera)    | A     | Jan Mlakar        |
| 33 | Croazia (bandiera)     | P     | Toni Silić        |
| 40 | Croazia (bandiera)     | P     | Ivan Perić        |
| 70 | Croazia (bandiera)     | P     | Josip Posavec     |
| 77 | Kosovo (bandiera)      | C     | Emir Sahiti       |
| 90 | Croazia (bandiera)     | A     | Marin Ljubičić    |
| 91 | Croazia (bandiera)     | P     | Lovre Kalinić     |
| 97 | Portogallo (bandiera)  | D     | Ferro             |

## Risultati

### Prva HNL
| Arbitro: | Tihomir Pejin (Donji Miholjac) |

|                     |           |                 |
| Soldo 42’ Dabro 47’ | Marcatori | 30’, 55’ Mlakar |

| Arbitro: | Igor Pajač (Sveti Ivan Zelina) |

|            |           |                       |
| Livaja 63’ | Marcatori | 66’ Jurčević 87’ Pilj |

| Arbitro: | Fran Jović (Zagabria) |

|           |           |  |
| Eduok 27’ | Marcatori |  |

| Arbitro: | Mario Zebec (Cestica) |

|            |           |                                     |
| Lovrić 56’ | Marcatori | 31’ Mlakar 45+1’ Vuković 87’ Livaja |

| Arbitro: | Ivan Bebek (Fiume) |

|                       |           |  |
| Sahiti 35’ Livaja 48’ | Marcatori |  |

| Arbitro: | Zdenko Lovrić (Đakovo) |

|  |           |             |
|  | Marcatori | 90+5’ Simić |

| Arbitro: | Fran Jović (Zagabria) |

|          |           |                       |
| Elez 54’ | Marcatori | 21’ Tomečak 43’ Drmić |

| Arbitro: | Dario Bel (Osijek) |

|           |           |                                    |
| Beljo 88’ | Marcatori | 52’ (rig.), 58’ (rig.), 74’ Livaja |

| Arbitro: | Ivan Bebek (Fiume) |

|            |           |  |
| Livaja 80’ | Marcatori |  |

| Arbitro: | Igor Pajač (Sveti Ivan Zelina) |

|                  |           |                   |
| Kleinheisler 10’ | Marcatori | 19’ (aut.) Lončar |

| Arbitro: | Zdenko Lovrić (Đakovo) |

|                           |           |  |
| Mina 25’ Ćurić 84’ (rig.) | Marcatori |  |

| Spalato 23 ottobre 2021, ore 17:05 CEST (UTC+2) 13ª giornata | Hajduk Spalato         | 0 – 0 referto | HNK Gorica | Stadio Poljud (5 406 spett.)\| Arbitro: \| Ante Čuljak (Zagabria) \| |
| Arbitro:                                                     | Ante Čuljak (Zagabria) |               |            |                                                                      |

| Arbitro: | Fran Jović (Zagabria) |

|                                       |           |                     |
| Laušić 2’ Krstanović 34’ Mlinarić 84’ | Marcatori | 66’ Livaja 86’ Biuk |

| Arbitro: | Ivana Martinčić (Koprivnica) |

|                         |           |  |
| Ljubičić 29’ Sahiti 67’ | Marcatori |  |

| Arbitro: | Tihomir Pejin (Donji Miholjac) |

|                            |           |                                     |
| Drmić 54’ Murić 78’ (rig.) | Marcatori | 45’, 82’ (rig.) Livaja 90+7’ Mlakar |

| Arbitro: | Fran Jović (Zagabria) |

|                                                      |           |  |
| Ljubičić 11’ Fossati 27’ Krovinović 70’ Livaja 90+2’ | Marcatori |  |

| Arbitro: | Zdenko Lovrić (Đakovo) |

|  |           |                         |
|  | Marcatori | 60’ Livaja 90+4’ Sahiti |

| Arbitro: | Tihomir Pejin (Donji Miholjac) |

|                                            |           |                            |
| Elez 11’ (aut.) Marić 63’ Katić 86’ (aut.) | Marcatori | 34’ Livaja 77’, 81’ Mlakar |

| Spalato 19 dicembre 2021, ore 17:30 CET (UTC+1) 20ª giornata | Hajduk Spalato        | 0 – 0 referto | Osijek | Stadio Poljud (30 524 spett.)\| Arbitro: \| Fran Jović (Zagabria) \| |
| Arbitro:                                                     | Fran Jović (Zagabria) |               |        |                                                                      |

| Arbitro: | Mario Zebec (Cestica) |

|           |           |                                              |
| Ćurić 24’ | Marcatori | 15’ (rig.), 45’ (rig.) Livaja 68’ Krovinović |

| Arbitro: | Tihomir Pejin (Donji Miholjac) |

|  |           |                                            |
|  | Marcatori | 3’ Ferro 39’ (rig.), 82’ Livaja 58’ Mlakar |

| Arbitro: | Ante Čuljak (Zagabria) |

|                                        |           |            |
| Sahiti 13’ Grgic 26’ Livaja 71’ (rig.) | Marcatori | 52’ Zapata |

| Arbitro: | Dario Bel (Osijek) |

|  |           |                                    |
|  | Marcatori | 32’ (rig.), 74’ (rig.), 79’ Livaja |

| Arbitro: | Fran Jović (Zagabria) |

|            |           |                                 |
| Livaja 69’ | Marcatori | 17’ Drmić 33’ Vučkić 86’ Krešić |

| Arbitro: | Tihomir Pejin (Donji Miholjac) |

|           |           |                |
| Beljo 54’ | Marcatori | 30’ N. Kalinić |

| Spalato 12 marzo 2022, ore 18:00 CET (UTC+1) 27ª giornata | Hajduk Spalato     | 0 – 0 referto | Dinamo Zagabria | Stadio Poljud (30 129 spett.)\| Arbitro: \| Dario Bel (Osijek) \| |
| Arbitro:                                                  | Dario Bel (Osijek) |               |                 |                                                                   |

| Arbitro: | Igor Pajač (Sveti Ivan Zelina) |

|                                                   |           |  |
| Kalinić 22’ Krovinović 43’ Melnjak 54’ Sahiti 62’ | Marcatori |  |

| Osijek 3 aprile 2022, ore 19:30 CEST (UTC+2) 29ª giornata | Osijek                | 0 – 0 referto | Hajduk Spalato | Stadio Gradski vrt (7 181 spett.)\| Arbitro: \| Fran Jović (Zagabria) \| |
| Arbitro:                                                  | Fran Jović (Zagabria) |               |                |                                                                          |

| Arbitro: | Ante Čuljak (Zagabria) |

|                         |           |           |
| Krovinović 32’ Elez 87’ | Marcatori | 54’ Ćurić |

| Arbitro: | Tihomir Pejin (Donji Miholjac) |

|                    |           |  |
| Jovičić 13’ (aut.) | Marcatori |  |

| Arbitro: | Igor Pajač (Sveti Ivan Zelina) |

|                |           |  |
| N. Kalinić 63’ | Marcatori |  |

| Koprivnica 24 aprile 2022, ore 17:00 CEST (UTC+2) 32ª giornata | Slaven Belupo         | 0 – 0 referto | Hajduk Spalato | Gradski Stadion Ivan Kušek Apaš (3 200 spett.)\| Arbitro: \| Fran Jović (Zagabria) \| |
| Arbitro:                                                       | Fran Jović (Zagabria) |               |                |                                                                                       |

| Arbitro: | Ivana Martinčić (Koprivnica) |

|                          |           |            |
| N. Kalinić 6’ Livaja 87’ | Marcatori | 51’ Frigan |

| Arbitro: | Dario Bel (Osijek) |

|  |           |                                      |
|  | Marcatori | 13’ (rig.), 37’ Livaja 41’ Mikanović |

| Arbitro: | Zdenko Lovrić (Đakovo) |

|                                                |           |             |
| Livaja 45+2’ (rig.), 52’ (rig.) Krovinović 54’ | Marcatori | 15’ Mahmoud |

| Arbitro: | Patrik Kolarić (Čakovec) |

|                                          |           |              |
| Petković 53’ Oršić 90+9’ Baturina 90+10’ | Marcatori | 90+4’ Livaja |

### Coppa di Croazia
| Arbitro: | Fran Jović (Zagabria) |

|                       |           |                             |
| Lazarevski 12’ (rig.) | Marcatori | 42’ Krovinović 60’ Ljubičić |

| Arbitro: | Ivan Vučković (Zagabria) |

|           |           |                                       |
| Anočić 5’ | Marcatori | 4’, 57’, 68’ Livaja 35’, 58’ Ljubičić |

| Arbitro: | Dario Bel (Osijek) |

|                                                  |           |                                                                    |
| Pivarić 45+2’ (rig.) Dabro 59’ Elez 90+4’ (aut.) | Marcatori | 7’ Krovinović 51’, 56’ Atanasov 53’ Ljubičić 57’ Livaja 90’ Sahiti |

| Arbitro: | Zdenko Lovrić (Đakovo) |

|                  |           |                    |
| Melnjak 39’, 64’ | Marcatori | 90+4’ (rig.) Kalik |

| Arbitro: | Fran Jović (Zagabria) |

|           |           |                            |
| Drmić 13’ | Marcatori | 24’ Ferro 36’, 56’ Melnjak |

### UEFA Europa Conference League

#### Secondo turno preliminare
| Arbitro: | Christian Dingert |

|                   |           |  |
| Ljubičić 21’, 53’ | Marcatori |  |

| Arbitro: | Vladimir Moskalev |

|                                                |           |              |
| Jovančić 56’ Sergeyev 61’, 67’ Tagybergen 118’ | Marcatori | 90+4’ Sahiti |

## Giovanili

### Organigramma
Area direttiva
- Responsabile Settore Giovanile: Boro Primorac

Area tecnica
- Allenatore (U-19): Marijan Budimir
- Allenatore (U-18): Ivan Vukasović
- Allenatore (U-17): Luka Vučko
- Allenatore (U-16): Zvonimir Tomić
- Allenatore (U-15): Zlatko Jerković
- Allenatore (U-14): Marko Sičić
- Allenatore (U-13): Roko Kurtović
- Allenatore (U-12): Roko Španjić
- Allenatore (U-11): Daniel Vušković
- Allenatore (U-10): Ante Puljiz
- Allenatore (U-9): Dejan Tomić
- Allenatore (U-8): Josip Vardić

### Piazzamenti
- Juniori (U-19):
  - Campionato: Vince il campionato
  - Coppa di Croazia: Quarti di finale
  - UEFA Youth League: Play-off